# Liste der Bodendenkmäler in Markt Berolzheim
Auf dieser Seite sind die Bodendenkmäler in dem mittelfränkischen Markt Markt Berolzheim zusammengestellt. Diese Tabelle ist eine Teilliste der Liste der Bodendenkmäler in Bayern. Grundlage ist die Bayerische Denkmalliste, die auf Basis des Bayerischen Denkmalschutzgesetzes vom 1. Oktober 1973 erstmals erstellt wurde und seither durch das Bayerische Landesamt für Denkmalpflege geführt wird. Die folgenden Angaben ersetzen nicht die rechtsverbindliche Auskunft der Denkmalschutzbehörde.

## Bodendenkmäler in Markt Berolzheim
| Lage                        | Objekt | Akten-Nr.     | Bild            |
| --------------------------- | --- | ------------- | --------------- |
| Markt Berolzheim (Standort) | Siedlung der frühen Latènezeit, Villa rustica der römischen Kaiserzeit und mittelalterlicher Burgstall.                                                                               | D-5-6930-0136 |                 |
| Markt Berolzheim (Standort) | Verebnete Grabhügel vorgeschichtlicher Zeitstellung. | D-5-6930-0139 |                 |
| Markt Berolzheim (Standort) | Burgstall des Mittelalters. | D-5-6931-0125 | (D-5-6931-0125) |
| Markt Berolzheim (Standort) | Mittelalterlicher Burgstall. | D-5-6931-0126 | (D-5-6931-0126) |
| Markt Berolzheim (Standort) | Siedlung des Neolithikums sowie Bestattungsplatz mit Grabhügeln der Hallstattzeit. | D-5-6931-0127 |                 |
| Markt Berolzheim (Standort) | Siedlung des Neolithikums sowie villa rustica der römischen Kaiserzeit. | D-5-6931-0131 |                 |
| Markt Berolzheim (Standort) | Römische Villa rustica. | D-5-6931-0132 |                 |
| Markt Berolzheim (Standort) | Siedlung der Linear- und Stichbandkeramik sowie der Michelsberger oder Altheimer Kultur und der Bronze-, Urnenfelder-, Hallstatt- und Latènezeit.                                     | D-5-6931-0133 |                 |
| Markt Berolzheim (Standort) | Freilandstation des Mesolithikums und Siedlung der Linear- und Stichbandkeramik und der Rössener Kultur sowie der Spätlatènezeit.                                                     | D-5-6931-0134 |                 |
| Markt Berolzheim (Standort) | Siedlung der späten Latènezeit und der römischen Kaiserzeit. | D-5-6931-0135 |                 |
| Markt Berolzheim (Standort) | Neolithische Siedlung. | D-5-6931-0137 |                 |
| Markt Berolzheim (Standort) | Siedlung des Neolithikums, der Urnenfelderzeit und der Spätlatènezeit. | D-5-6931-0142 |                 |
| Markt Berolzheim (Standort) | Siedlung des Neolithikums. | D-5-6931-0143 |                 |
| Markt Berolzheim (Standort) | Siedlung des Neolithikums, der Urnenfelderzeit und der Spätlatènezeit. | D-5-6931-0144 |                 |
| Markt Berolzheim (Standort) | Neolithische Siedlung. | D-5-6931-0145 |                 |
| Markt Berolzheim (Standort) | Freilandstation des Paläolithikums, Siedlung der Linear- und Stichbandkeramik und der Rössener Kultur sowie der Bronze- und Urnenfelderzeit sowie Bestattungsplatz der Hallstattzeit. | D-5-6931-0149 |                 |
| Markt Berolzheim (Standort) | Bestattungsplatz vorgeschichtlicher Zeitstellung mit Grabhügeln. | D-5-6931-0150 |                 |
| Alesheim (Standort)         | Brückenfundamente des späten Mittelalters und der frühen Neuzeit. | D-5-6931-0326 |                 |
| Markt Berolzheim (Standort) | Siedlung oder Gräber des Neolithikums, Siedlung der späten Latènezeit sowie des frühen Mittelalters.                                                                                  | D-5-6931-0469 |                 |
| Markt Berolzheim (Standort) | Mittelalterliche und frühneuzeitliche Befunde im Bereich der Evang.-Luth. Pfarrkirche St. Michael in Berolzheim.                                                                      | D-5-6931-0470 | (D-5-6931-0470) |
| Markt Berolzheim (Standort) | Mittelalterliche und frühneuzeitliche Befunde im Bereich der Evang.-Luth. Kirche St. Maria in Berolzheim.                                                                             | D-5-6931-0471 | weitere Bilder  |
| Markt Berolzheim (Standort) | Grab des Mittelalters oder der frühen Neuzeit. | D-5-6931-0495 |                 |
| Markt Berolzheim (Standort) | Siedlung vorgeschichtlicher Zeitstellung. | D-5-6931-0496 |                 |